# North Molton
North Molton – wieś i civil parish w Anglii, w Devon, w dystrykcie North Devon. W 2011 civil parish liczyła 1094 mieszkańców. North Molton jest wspomniana w Domesday Book (1086) jako Nortmoltone/Nortmoltona.